# HD 168443
HD 168443 — жёлтый карлик с солнечной массой. Находится в созвездии Змеи, в 123 световых годах от Земли. Известно, что на орбите звезды есть одна большая планета и коричневый карлик.

## Планета
- Большая полуось а. е.: 0,29
- Масса (в массах Юпитера) : 7,2
- Орбитальный период дней : 58,116 ± 0,001
- эксцентриситет : 0,53 ± 0,02
- Аргумент перицентра (омега) 172,9
- тип: Очень тёплый Юпитер
- год открытия : 1998
- температура поверхности:
- период вращения:
- наличие сателлитов:
- Предположительный радиус
- Эффективная Земная орбита 1,26 а. е.